# Názáret
Názáret (ivritül נצרת, arabul الناصرة [an-Nāṣira]) Izrael északi részén, Galileában található város.
A város közigazgatásilag két külön település. Nazrat-Illittel együtt összesen körülbelül 120 ezer lakosa van (2005), ebből  Nazrat-Illitre 55 ezer lakos, Názáretre 65 ezer lakos jut (2005). [forrás?]
A történelmi Názáretet keresztények és muzulmánok lakják. Ettől elkülönül a szomszédos Nazrat-Illit („Felső-Názáret”), ami fiatal település és zsidók lakják.

## Népesség

### Népességének változása
Názáret népességének változása Nazrat-Illit („Felső-Názáret”) nélkül:
| Lakosok száma | 18 500 | 23 100 | 29 100 | 33 300 | 44 100 | 50 600 | 54 070 | 62 700 | 73 700 | 83 400 |
|               | 1949   | 1957   | 1965   | 1972   | 1980   | 1988   | 1996   | 2003   | 2011   | 2019   |

## Éghajlat
| Hónap                         | Jan. | Feb. | Már. | Ápr. | Máj. | Jún. | Júl. | Aug. | Szep. | Okt. | Nov. | Dec. | Év   |
| ----------------------------- | ---- | ---- | ---- | ---- | ---- | ---- | ---- | ---- | ----- | ---- | ---- | ---- | ---- |
| Rekord max. hőmérséklet (°C)  | 22,0 | 28,0 | 31,0 | 37,0 | 42,0 | 40,0 | 40,0 | 42,0 | 41,0  | 38,0 | 32,0 | 30,0 | 42,0 |
| Átlagos max. hőmérséklet (°C) | 15,2 | 16,0 | 18,3 | 22,7 | 27,9 | 30,1 | 31,2 | 31,6 | 30,0  | 28,1 | 23,5 | 17,5 | 24,4 |
| Átlagos min. hőmérséklet (°C) | 7,1  | 7,9  | 8,9  | 11,5 | 15,7 | 18,7 | 20,8 | 21,5 | 19,9  | 17,5 | 13,8 | 9,8  | 14,5 |
| Rekord min. hőmérséklet (°C)  | −2,4 | −3,9 | −1,0 | 2,0  | 6,0  | 8,0  | 17,0 | 17,0 | 12,0  | 7,0  | 1,0  | −1,4 | −3,9 |
| Átl. csapadékmennyiség (mm)   | 156  | 111  | 72   | 23   | 7    | 0    | 0    | 0    | 1     | 15   | 72   | 123  | 580  |
| Napi napsütéses órák száma    | 6    | 6    | 7    | 8    | 11   | 12   | 12   | 11   | 10    | 9    | 7    | 6    | 9    |
| Forrás: ,                     |      |      |      |      |      |      |      |      |       |      |      |      |      |

## Történelem

### Ókor
Názáret neve a Bibliában is szerepel. Legkorábbi nem keresztény említése egy Caesarea Maritima területén talált felirat a késő 3. századból vagy korai 4. századból.

### Középkor
Feljegyzésekből tudhatjuk, hogy a keresztesek 1099-ben elfoglalták, de 1187-ben Szaladin visszavette, majd II. Frigyes 1229-ben ismét elfoglalta, de a muzulmánok 1263-ban ismét visszafoglalták. 1517-ben az Oszmán Birodalom része lett.

### Modern kor
1922-től a brit Palesztina része, míg Izrael elfoglalta 1948-ban, és mellette egy új zsidó település alakult ki. Mára Názáret a Szentföld egyik legfontosabb zarándokhelye. Azon a helyen, ahol a hagyomány szerint Mária háza állott és az Úr angyala megjövendölte Jézus születését, áll a 20. századi katolikus Angyali üdvözlet bazilika (felszentelése 1969), a következő felirattal Hic verbum caro factum est – „Itt vált az ige testté”.

## Gazdaság
Ma jelentős turistaközpont és zarándokhely, földművelési, kereskedelmi központ, konzerv-, cigaretta- és kerámiaiparral.

## Vallási jelentősége
Názáret különleges jelentősége a mai napig abban rejlik, hogy  keresztény hagyomány szerint ez a város az isteni akarat kinyilatkoztatásának helye, a názáreti Jézus gyermekkorának helyszíne. Az evangélisták beszámolója szerint Jézus itt élt szüleivel, Máriával és Józseffel. Názáretben jelent meg Gábriel arkangyal Máriának és jövendölte meg a Megváltó megszületését. Mivel a Római Birodalomban ekkor volt népszámlálás, a Lukács evangéliuma szerint minden családfő születése helyére kellett mennie, ezért József a terhes Máriával Betlehembe indult, ahol Jézus megszületett. Mivel a család visszatért Názáretbe, Jézus ott nőtt föl. Ezért az evangéliumok és a keresztény hagyomány általában a Názáretiről szól , amely Názáreti származására utal .

## Testvérvárosok
- Firenze, Olaszország
- Loreto, Olaszország
- Náblusz, Palesztina.
- Saint-Denis, Franciaország
- Hága, Hollandia
- Częstochowa, Lengyelország

A magyarországi Győr Nazrat-Illit testvérvárosa.